# فريتاون (ماساتشوستس)
فريتاون (بالإنجليزية: Freetown, Massachusetts)‏ هي بلدة أمريكية تقع في الولايات المتحدة في مقاطعة بريستول (ماساشوستس). يقدر عدد سكانها بـ 8,870 نسمة ومساحتها 99.2 كم2 وترتفع عن سطح البحر 50 متر.

## أعلام
- ريتشارد بوردن
- سيميون بوردن
- ماركوس مورتون